# Eric Gudde
Henricus Maria Adrianus (Eric) Gudde (Schiedam, 9 oktober 1954) is directeur betaald voetbal bij de Koninklijke Nederlandse Voetbalbond.
Gudde studeerde fiscale economie aan de Erasmus Universiteit en werd in 1981 inspecteur bij de Belastingdienst van de gemeente Rotterdam. In 1992 werd hij hoofd van die dienst en in 2000 werd hij directeur Gemeentebelastingen in Rotterdam. In mei 2003 werd hij directeur bij de dienst Sport en Recreatie bij die gemeente. In zijn vrije tijd was Gudde technisch directeur en trainer van Excelsior Maassluis. 
Per 17 december 2007 werd Gudde aangesteld als eerste algemeen directeur bij Feyenoord. Bij Feyenoord had Gudde naast de dagelijkse leiding over de organisatie onder andere het begeleiden van de eenwording van profs en amateurs en de ontwikkeling van een nieuw stadion in zijn takenpakket. Bij het einde van zijn werkzaamheden voor Feyenoord - september 2017 - was er nog geen besluit gevallen over de bouw een nieuw stadion.
Onder Gudde's leiding is Feyenoord een financieel gezonde club geworden. Op 16 december 2011, 4 jaar na de aanstelling van Gudde, werd Feyenoord door de KNVB van categorie 1 ('onvoldoende') gepromoveerd naar categorie 2 ('voldoende'). Verder financieel herstel werd bevestigd op 14 april 2014 toen de KNVB bekendmaakte dat Feyenoord in categorie 3 ('goed') werd geplaatst. 
Op vrijdag 2 juni 2017 bleek dat Gudde per 1 december zijn functie bij Feyenoord zou neerleggen. Na zijn aanstelling als directeur betaald voetbal bij de KNVB, werd dit echter al eind september. Op 7 november 2017 trad Gudde officieel in dienst bij de KNVB. Deze functie bekleedde hij tot september 2021. Sindsdien is hij lid van de Raad van Commissarissen van Rabobank Westland en werkt hij als coach en adviseur voor sportclubs.
Gudde is getrouwd en heeft drie zonen. Zijn oudste zoon, Wouter Gudde, oud-profvoetballer, was commercieel directeur bij SBV Excelsior tot 4 april 2019 waarna hij in dienst trad als algemeen directeur bij FC Groningen.  